# Mario Sarcinelli
Mario Sarcinelli (ur. 9 marca 1934 w Foggii) – włoski prawnik, urzędnik państwowy i bankowiec, w 1987 minister handlu zagranicznego.

## Życiorys
Absolwent prawa na Uniwersytecie w Pawii. Od 1957 pracował w Banku Włoch, w 1976 objął stanowisko zastępcy dyrektora generalnego. Sprawując tę funkcję, w 1979 został oskarżony (podobnie jak prezes instytucji Paolo Baffi) o nadużycie stanowiska. Był tymczasowo aresztowany, zwolniono go po zawieszeniu w pełnieniu obowiązków służbowych. Postępowanie zakończyło się w 1981 uniewinnieniem obu urzędników. Sprawę uznawano później za ingerencję w niezależność banku centralnego, mającą na celu usunięcie z niego prezesa oraz wicedyrektora generalnego. Wskazywano, że mogło chodzić o odsunięcie Banku Włoch od sprawowania nadzoru nad Banco Ambrosiano.
Mario Sarcinelli kontynuował działalność publiczną. W 1982 został dyrektorem generalnym skarbu, którym był do 1991. W międzyczasie (od kwietnia do lipca 1987) sprawował urząd ministra handlu zagranicznego w szóstym rządzie Amintore Fanfaniego. Pełnił później funkcje wiceprezesa Europejskiego Banku Odbudowy i Rozwoju (1991–1994), prezesa Banca Nazionale del Lavoro (1994–1998) oraz wiceprezesa Istituto dell'Enciclopedia Italiana (1996–1997). W 2007 został prezesem banku Dexia Crediop, którym kierował do 2014. Od 2010 przez kilka lat był prezesem przedsiębiorstwa Gesac zarządzającego neapolitańskim portem lotniczym.